# Dino Toppmöller
Dino Toppmöller, né le 23 novembre 1980 à Wadern en Allemagne de l'Ouest, est un footballeur puis entraîneur allemand, actuel entraîneur de l'Eintracht Francfort.
Son père, Klaus Toppmöller, fut international allemand avant de devenir entraîneur.

## Biographie

### Carrière
De 2005 à 2006, il joue pour le SSV Jahn Ratisbonne en ligue régionale. Le 12 août 2006, il signe aux Kickers Offenbach. Sans club après la descente des Kickers, il reçoit en septembre 2008 un contrat d'un an avec le FC Augsbourg en deuxième division allemande. Le 7 avril 2009, il est libéré pour des raisons privées.
Au cours de sa carrière, Toppmöller a disputé 31 matches de championnat régional pour six buts marqués. Par ailleurs, il a également joué 128 matches en deuxième division allemande, où il a marqué 20 buts.
Après un essai en novembre 2009, il signe au F91 Dudelange, lors de la trêve hivernale. À partir de juillet 2010, il joue au FSV Salmrohr, où il en est également le capitaine de l'équipe. Au cours de la saison 2010-2011 de la ligue rhénane, il marque 36 buts et devient meilleur buteur de la ligue rhénane. La saison suivante, il est à nouveau meilleur buteur avec 25 buts.
À la suite de désaccords avec l'entraîneur Patrick Klyk, à la fin du mois de septembre 2012, Toppmöller quitte le club. En décembre 2012, il rejoint son frère Tommy en division senior au SV Mehring. Dans ce club, il officie comme adjoint de Robert Jung. Après la démission de Jung, il assure le poste d'intérim jusqu'à la fin de saison. Cependant, il ne peut empêcher la relégation du club. À la suite de la relégation, il quitte le club.
Pour la saison 2014-2015, Toppmöller devient joueur-entraîneur en seconde division luxembourgeoise au Hamm Benfica. Après une année en deuxième division, Hamm Benfica est promu en première division luxembourgeoise. Lors de l'avant-dernière journée, il marque un triplé contre le FC Monnerich.
L'année suivante, l'Allemand officie en tant qu'entraîneur du champion national luxembourgeois, le F91 Dudelange, le menant au triplé en gagnant le championnat, la coupe et la coupe de la Ligue. Au cours de l'exercice 2017-2018, Dudelange est à nouveau champion du Luxembourg. Un an plus tard, il réussit à qualifier le F91 pour les phases de groupes de la Ligue Europa. Au terme de la saison, ayant obtenu une nouvelle fois le triplé, il annonce son départ. Quatre jours plus tard, il signe un contrat jusqu'en 2021 avec le Royal Excelsior Virton, récemment promu en deuxième division belge.
Après une bonne première partie de championnat, la seconde est moins bonne avec notamment une série de trois matches sans victoire. Le 2 décembre 2019, il démissionne à la suite d'un différend avec le directeur sportif de l'Excelsior.
Après un passage en tant qu'adjoint du RB Leipzig entre 2020 et 2021, Toppmöller rejoint Julian Nagelsmann au Bayern Munich le 1er juillet 2021, accompagné de Xaver Zembrod, en provenance du club leipzigois. Par ailleurs, Dino Toppmöller s'illustre au Bayern Munich par sa capacité à maîtriser la langue française. Au cours de la saison 2021-2022, il a représenté l'entraîneur-chef malade Julian Nagelsmann pendant quatre matchs au Bayern Munich. Il est démis de ses fonctions le 24 mars 2023 à la suite de l'éviction de l'entraîneur Julian Nagelsmann.
Le 12 juin 2023, il devient l'entraîneur principal de l'Eintracht Francfort.